# Trastorno de síntomas somáticos
El trastorno de síntomas somáticos (antes llamado trastorno de somatización) es un trastorno del grupo de síntomas somáticos y trastornos relacionados (antes llamados somatomorfos) que se categorizan por molestias físicas diversas asociadas con malestar psicológico y deterioro significativos, pero que no pueden ser explicadas por la existencia de una lesión orgánica. Los síntomas no son producidos intencionalmente o fingidos y pueden o no acompañar alguna condición médica.
Los pacientes suelen insistir en la presencia de síntomas físicos como dolor, inflamación, náuseas, vértigo, debilidad o lesiones, pero niegan tener problemas psiquiátricos, acompañado de demandas persistentes de exámenes y pruebas diagnósticas a pesar de que los hallazgos continuamente resultan negativos y de la garantía de los tratantes que los síntomas no tienen justificación orgánica. La sensación física reportada por los pacientes con trastornos somatomorfos no es ficticia o inventada, es sintomatología real que no tiene explicación o causa física.
El término es relativamente nuevo y se aplica a lo que con frecuencia se denomina trastorno psicosomático. El diagnóstico de un trastorno somatomorfo implica que los factores psicológicos son un gran contribuyente a la aparición, gravedad y duración de los síntomas referidos. Los trastornos somatomorfos no son el resultado de simulación consciente.
Los trastornos somatomorfos son frecuentes, estimándose que entre un 25-75 % de las visitas al médico de atención primaria son debidas a problemas psicosociales con una forma de presentación somática, es decir, con síntomas físicos. Pero por razón de que los pacientes no aceptan que su problema sea emocional, sino orgánico, con frecuencia los trastornos somatomorfos suelen subdiagnosticarse, se conocen poco y se tratan mucho menos en los servicios psiquiátricos de los hospitales. De allí que los que son diagnosticados basado en los criterios correctos, solo son aproximadamente el 5 % de los pacientes ambulatorios.
En un estudio de 119 pacientes de atención primaria, se encontraron las siguientes prevalencias:
- Trastorno de somatización: 1-6 %
- Trastorno multisomatomorfo: 24 %
- Trastorno somatomorfo indiferenciado: 79 %

Un estudio estimó que en España, cerca del 1 % de los pacientes vistos por el médico de familia por un nuevo episodio de enfermedad son diagnosticados de trastorno de somatización. Por lo general, los pacientes con abuso y dependencia del licor y/o drogas suelen consultar con extremada frecuencia y con escasa adherencia al tratamiento, demandantes y manipuladores.
Un estudio realizado en Bélgica reportó que el síndrome de somatización es el tercer trastorno psiquiátrico más frecuente, con una tasa de prevalencia de 8,9 %. El primer y segundo trastornos psiquiátricos más frecuente eran la depresión y la ansiedad.

## Patogenia
La fisiopatología de la somatización y el trastorno somatomorfo permanece desconocida. Los trastornos somatomorfos primarios pueden estar asociados con una mayor conciencia de las sensaciones corporales normales que puede verse aunado con un sesgo cognitivo durante la interpretación de cualquier síntoma físico como indicio de una enfermedad médica inminente. La excitación autonómica puede ser elevada en algunos pacientes con somatización, que puede estar asociada con efectos fisiológicos de los componentes noradrenérgicos endógenos, tales como la taquicardia e hipermotilidad gástrica. Esta mayor excitación también puede inducir la tensión muscular y el dolor asociado con la hiperactividad muscular, como se ve con la tensión muscular durante los dolores de cabeza.

## Clasificación
Los trastornos somatomorfos reconocidos por el Manual diagnóstico y estadístico de los trastornos mentales producido por la American Psychiatric Association incluyen:
- Trastorno de somatización
- Trastorno de conversión
- Hipocondría
- Trastorno dismórfico corporal
- Trastorno por dolor
- Trastorno somatomorfo indiferenciado

Por su parte, la lista de códigos CIE-10 los clasifica en:
- Trastorno somatomorfo indiferenciado
- Trastorno hipocondríaco (F45.2).
- Disfunción vegetativa somatomorfa (F45.3).
- Trastorno de dolor somatomorfo (F45.4).
- Otros trastornos somatomorfos (F45.8).
- Trastorno somatomorfo sin especificación (F45.9).

Incluidos entre estos trastornos somatomorfos están los falsos embarazos, incontinencia urinaria psicógena y la enfermedad psicógena masiva (la llamada histeria colectiva).

## Cuadro clínico

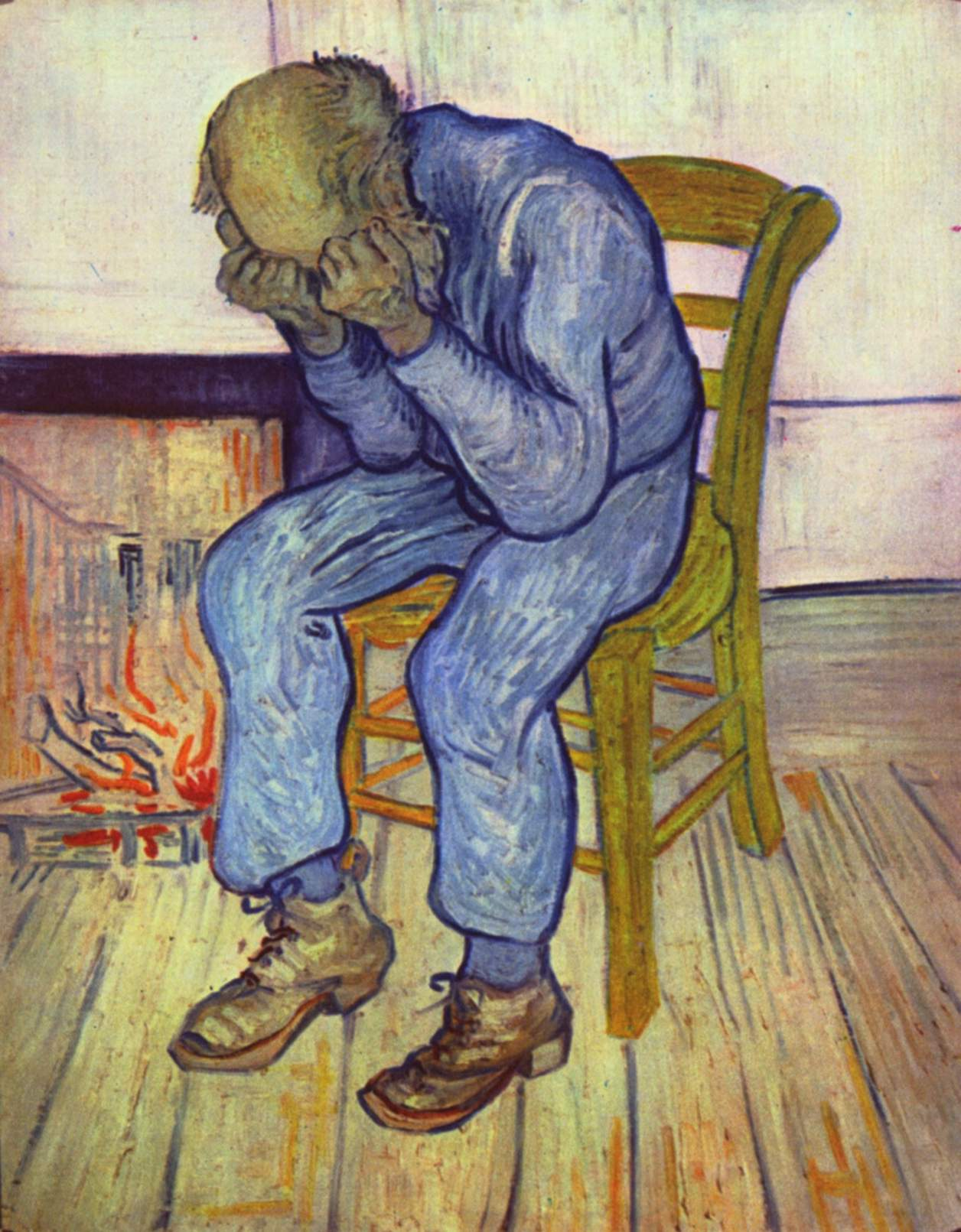
Óleo de Vincent van Gogh. Los síntomas del trastorno somatomorfo puede limitar el trabajo, las relaciones interpersonales y otras actividades de la persona.

Los trastornos somatomorfos pueden presentarse bajo una variedad de síntomas, por ejemplo:
- Respiratorios: el paciente puede referir un sentimiento de asfixia o dificultad respiratoria, sensación de presión cardiovascular y sensación de ansiedad en el pecho y taquicardia.
- Tracto gastrointestinal: dispepsia y síndrome del intestino irritable, con náuseas, hinchazón, dolor abdominal, heces irregulares, etc.
- Ginecológicos: dolor pélvico crónico, dolor abdominal bajo, incluyendo el sacro.
- Urológicos: vejiga, próstata y/o uretra irritable, aumento en la frecuencia de las micciones, dolor al orinar, sensación de dificultad para orinar.
- Dolor persistente, sin correlacionar con los hallazgos de la exploración física.

Los pacientes a menudo refieren síntomas que indican una fuerte excitación del sistema nervioso autónomo, temblores o trastornos endocrinos. Adicionalmente, hay pacientes con otros trastornos psiquiátricos añadidos, en particular los trastornos depresivos, trastornos de ansiedad y trastorno de personalidad.
La influencia del trastorno somatomorfo en la calidad de vida del paciente es enorme: estos pacientes indican que pasan de 5 a 7 días al mes en cama, comparado con otros pacientes con problemas médicos importantes que pasan 1 día o menos al mes en cama. Los pacientes con trastornos somatomorfos suelen permanecer más días en el hospital que el promedio de hospitalización.

## Diagnóstico
Se sospecha un trastorno somatomorfo en pacientes con síntomas físicos como fatiga, pérdida de apetito o cualquier otro trastorno gastrointestinal, de la sensación, de la función y del comportamiento y que, tras un adecuado examen físico dichos síntomas no pueden explicarse por la presencia de una enfermedad médica o por los efectos directos de una sustancia o droga. En pacientes con enfermedades conocidas, los síntomas, deterioro social o laboral son excesivos en comparación con lo que se espera por los hallazgos médicos. La duración de los síntomas ha de ser al menos seis meses y no son síntomas producidos intencionalmente ni son simulados.

## Tratamiento
A pesar de que no se conoce una cura para el trastorno somatomorfo, este puede manejarse ayudando a la persona a vivir una vida lo más normal posible, a pesar de que él o ella puedan aún tener algo de dolor u otros síntomas.
El paciente con trastornos somatomórficos debe ser manejado por un médico de familia con interconsulta psiquiátrica para reducir la frustración, el estrés y el uso indiscriminado de medicamentos. Los síntomas psíquicos se tratan con pautas antidepresivos a dosis bajas, como los serotoninérgicos o sedantes como la duloxetina o mirtazapina, o fármacos ansiolíticos no benzodiacepínicos como la pregabalina.
La gestión laboral de discapacidades (WPDM, por sus siglas en inglés) es un enfoque integral y cohesivo para las condiciones de trabajo, que ofrece una amplia variedad de prácticas para los empleados que se lesionan o enferman. Estos programas típicamente comprenden múltiples componentes, tales como el contacto temprano, educación del personal y actividades de rehabilitación laboral.